# Stiff Little Fingers

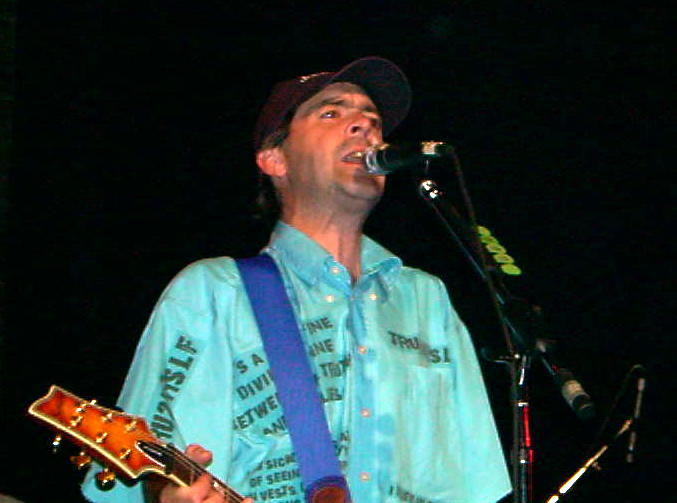
Gitarrist Ian McCallum

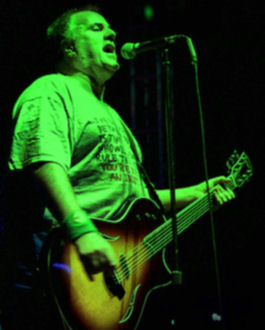
Ehemaliger Gitarrist Henry Cluney

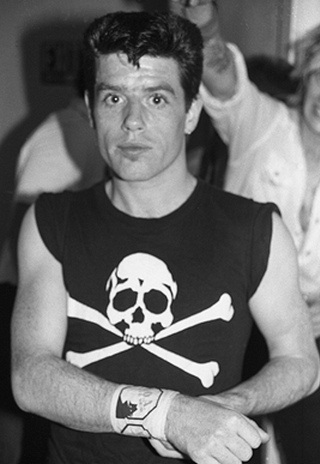
Ehemaliger Schlagzeuger Jim Reilly

Stiff Little Fingers ist eine nordirische Politpunkband aus Belfast, die 1977 gegründet wurde.

## Geschichte
Ursprünglich spielten Sänger und Gitarrist Jake Burns, der zweite Gitarrist Henry Cluney, Bassist Gordon Blair und Schlagzeuger Brian Faloon in der Coverband Highway Star, benannt nach einem Song der Hard-Rock-Band Deep Purple. Nach Blairs Ausstieg aus der Band wurde er durch Ali McMordie ersetzt. In dieser Zeit hatte Cluney gerade den Punk entdeckt, den er dem Rest der Band vorstellte. Die Gruppe entschied, fortan Punkrock zu spielen, der Name Highway Star schien ihnen jedoch nicht geeignet für eine Punkband. Deshalb benannten sie sich zuerst in The Fast und danach in Stiff Little Fingers (nach einem Song der Vibrators) um. Nach Rudi waren die Stiff Little Fingers eine der ersten Punkbands Nordirlands. 
Bei einem Auftritt im Glenmachan Hotel traf die Band den Journalisten Gordon Ogilvie, der der Gruppe vorschlug, Songs über den Nordirlandkonflikt zu schreiben. Ein weiterer Journalist, Colin McClelland, arrangierte bei lokalen Radiostationen Aufnahmesessions für die Band. In einem Studio, das auf Werbejingles spezialisiert war, wurde 1978 die Single Suspect Device aufgenommen. Suspect Device erschien zuerst als Kassette, auf dem Cover war ein Foto einer Kassettenbombe zu sehen. Kopien der Aufnahme wurden an verschiedene Plattenlabel versendet, von denen eines um eine zweite Kopie des Songs bat, da sie die erste Sendung aus Angst, eine echte Bombe vor sich zu haben, in einen Wassereimer geworfen hatten.
Eine Kopie von Suspect Device wurde an John Peel gesendet, der darauf einen Distributionsvertrag mit dem Label Rough Trade arrangierte. Die Single wurde anfänglich auf dem der Band gehörenden Label Rigid Digits veröffentlicht, sie verkaufte sich über 30.000 Mal. Die zweite, im Oktober 1978 erschienene Single, Alternative Ulster, wurde unter anderem im Videospiel Skate 2 aus dem Jahr 2009 verwendet.
1978 begannen Stiff Little Fingers mit der Tom Robinson Band zu touren, 1979 spielten sie ihr Debütalbum Inflammable Material ein. Das Album erreichte Platz 14 der britischen Charts, später erreichte es mit über 100.000 verkauften Kopien den Gold-Status. Die Hälfte des Albums wurde von Jake Burns und Gordon Ogilvie geschrieben, außerdem beinhaltet es den Bob-Marley-Song Johnny Was.
Aufgrund ihres Erfolges in England entschloss sich die Gruppe, nach London zu ziehen, was den Ausstieg von Schlagzeuger Brian Faloon und den Verlust des Managers Colin McClelland bedeutete. Faloon wurde durch Jim Reilly ersetzt, der die Band auch bei ihrem Auftritt bei Rock Against Racism begleitete. Auch die Single Gotta Gettaway wurde mit Reilly als Schlagzeuger aufgenommen.
1979 unterzeichneten Stiff Little Fingers einen Plattenvertrag mit dem Label Chrysalis Records, bei dem sie im Jahr 1980 ihr zweites Album Nobody's Heroes veröffentlichten. Das Album stammte wieder zur Hälfte aus der Feder von Jake Burns und Gordon Ogilvie, der die Band weiterhin unterstützte. Auf Nobody's Heroes wurden erstmals die Reggae-Einflüsse der Band hörbar, was eine Parallele zu The Clash darstellte. Mit dem The-Specials-Cover Doesn't Make It All Right ist auch ein Song einer Ska-Band auf dem Album enthalten.
Die Band wurde zwei Mal zu Top of the Pops eingeladen, um die Songs Nobody's Hero und At the Edge zu spielen. Da sie den zweiten Auftritt, obwohl Playback gespielt wurde, nicht ernst nahm, wurde die Gruppe kein drittes Mal eingeladen.
Im Jahr 1981 wurde das dritte Studioalbum, Go For It, veröffentlicht, das im Vergleich zu den Vorgängeralben eher düsterere Themen bearbeitete. Acht der zehn Songs wurden von Gordon Ogilvie in Zusammenarbeit mit der Band geschrieben. Go For It war die letzte Veröffentlichung der Band, auf der Jim Reilly Schlagzeug spielte, er wurde nach seinem Austritt durch Dolphin Taylor ersetzt. Zwischen Nobody's Heroes und Go For It wurde außerdem das Live-Album Hanx! veröffentlicht.
1982 erschienen zuerst die EP £1.10 or Less und dann das vierte Studioalbum Now Then..., dass einige Fans aufgrund der mehr an den Mainstream angelehnten Songs verärgerte. Obwohl das Album in den britischen Charts den 24. Platz erreichte, konnte die Band nicht an den Erfolg früherer Zeiten anschließen. Im Jahr 1983 lösten sich Stiff Little Fingers auf.
1987 reformierte sich die Band zunächst nur für einige Konzerte, doch wurde daraufhin der Ruf nach neuem Material laut. Die Alben Flags and Emblems (erstmals mit Bruce Foxton von The Jam am Bass), Get a Life, Tinderbox, Hope Street und Guitar and Drum wurden in den Jahren von 1991 bis 2004 veröffentlicht. Die Alben Get A Life und Tinderbox wurden als Trio (bestehend aus Jake Burns an der Gitarre, Bruce Foxton am Bass und Dolphin Taylor bzw. Steve Grantley am Schlagzeug) aufgenommen, da Henry Cluney aus der Band ausgetreten war. Bei Touren wurde die Gruppe abwechselnd von Dave Sharp und Ian McCallum begleitet, bis McCallum 1998 ein festes Mitglied der Band wurde. 2006 verließ Foxton die Band, er wurde von Ali McMordie ersetzt, der schon früher mit der Band gespielt hatte. Im selben Jahr erschien das erste Solo-Album von Sänger und Mastermind Jake Burns, nachdem er 1983/84 schon zwei Singles unter eigenem Namen herausgebracht hatte.
Obwohl sie selbst den großen kommerziellen Durchbruch nicht geschafft haben, hatten sie bleibenden Einfluss auf die Musikgeschichte, indem sie später sehr erfolgreiche Bands wie Green Day maßgeblich beeinflussten.

## Diskografie

### Alben
| Jahr | Titel                | Höchstplatzierung, Gesamtwochen, AuszeichnungChartsChartplatzierungen (Jahr, Titel, Platzierungen, Wochen, Auszeichnungen, Anmerkungen) | Anmerkungen                            |
| Jahr | Titel                | UK | Anmerkungen                            |
| ---- | -------------------- | --- | -------------------------------------- |
| 1979 | Inflammable Material | UK14 Gold · (19 Wo.)UK | Erstveröffentlichung: 1979             |
| 1980 | Nobody’s Heroes      | UK8 Silber · (11 Wo.)UK | Erstveröffentlichung: 1980             |
| 1980 | Hanx!                | UK9 Silber · (5 Wo.)UK | Erstveröffentlichung: 1980 Livealbum   |
| 1981 | Go for It            | UK14 (8 Wo.)UK | Erstveröffentlichung: 1981             |
| 1982 | Now Then ...         | UK24 (5 Wo.)UK | Erstveröffentlichung: 1982             |
| 1983 | All the Best         | UK19 Silber · (8 Wo.)UK | Erstveröffentlichung: 1983 Kompilation |
| 1994 | Get a Life           | UK89 (1 Wo.)UK | Erstveröffentlichung: 1994             |
| 2014 | No Going Back        | UK28 (1 Wo.)UK | Erstveröffentlichung: 2014             |

Weitere Studioalben
- 1991: Flags and Emblems
- 1997: Tinderbox
- 1999: Hope Street
- 2003: Guitar and Drum
- 2015: Still Kicking
- 2016: Rockers

Weitere Kompilationen
- 1989: The Peel Sessions Album
- 1991: Alternative Chartbusters
- 1999: Handheld and Rigidly Digital
- 2000: Tin Soldiers
- 2002: Anthology
- 2003: The Radio One Sessions
- 2007: Wasted Life

Weitere Livealben
- 1979: The Christmas Album
- 1979: Broken Fingers / Live in Aberdeen
- 1988: Live and Loud
- 1988: No Sleep ’Til Belfast
- 1988: Greatest Hits Live
- 1989: See You up There
- 1994: Fly the Flags
- 1995: Pure Fingers
- 1995: B’S, Live, Unplugged & Demos
- 2006: Fifteen and Counting... Live at the Barrowland 17th March 2006
- 2007: Live in Aberdeen 1979
- 2016: Best Served Loud

### Singles
| Jahr | Titel Album                                | Höchstplatzierung, Gesamtwochen, AuszeichnungChartsChartplatzierungen (Jahr, Titel, Album, Platzierungen, Wochen, Auszeichnungen, Anmerkungen) | Anmerkungen                   |
| Jahr | Titel Album                                | UK | Anmerkungen                   |
| ---- | ------------------------------------------ | --- | ----------------------------- |
| 1979 | Straw Dogs Nobody’s Heroes                 | UK44 (4 Wo.)UK | Erstveröffentlichung: 1979    |
| 1980 | At the Edge Nobody’s Heroes                | UK15 (9 Wo.)UK | Erstveröffentlichung: 1980    |
| 1980 | Nobody’s Hero/Tin Soldiers Nobody’s Heroes | UK36 (5 Wo.)UK | Erstveröffentlichung: 1980    |
| 1980 | Back to Front Go for It                    | UK49 (4 Wo.)UK | Erstveröffentlichung: 1980    |
| 1981 | Just Fade Away Go for It                   | UK47 (6 Wo.)UK | Erstveröffentlichung: 1981    |
| 1981 | Silver Lining Go for It                    | UK48 (3 Wo.)UK | Erstveröffentlichung: 1981    |
| 1982 | Listen Now Then ...                        | UK33 (6 Wo.)UK | Erstveröffentlichung: 1982    |
| 1982 | Bits of Kids Now Then ...                  | UK73 (2 Wo.)UK | Erstveröffentlichung: 1982    |
| 1983 | The Price of Admission Now Then ...        | UK95 (2 Wo.)UK | Erstveröffentlichung: 1983    |
| 1989 | The Wild Rover EP                          | UK83 (2 Wo.)UK | Erstveröffentlichung: 1989 EP |
| 1994 | Can’t Believe in You Get a Life            | UK97 (1 Wo.)UK | Erstveröffentlichung: 1994    |

Weitere Singles
- 1978: Suspect Device
- 1978: Alternative Ulster
- 1979: Gotta Gettaway
- 1982: Talkback
- 1983: On Fortune Street (Jake Burns, Solo)
- 1984: She Grew Up (Jake Burns, Solo)
- 1991: Beirut Moon
- 1994: Get a Life